# Hjulplatta

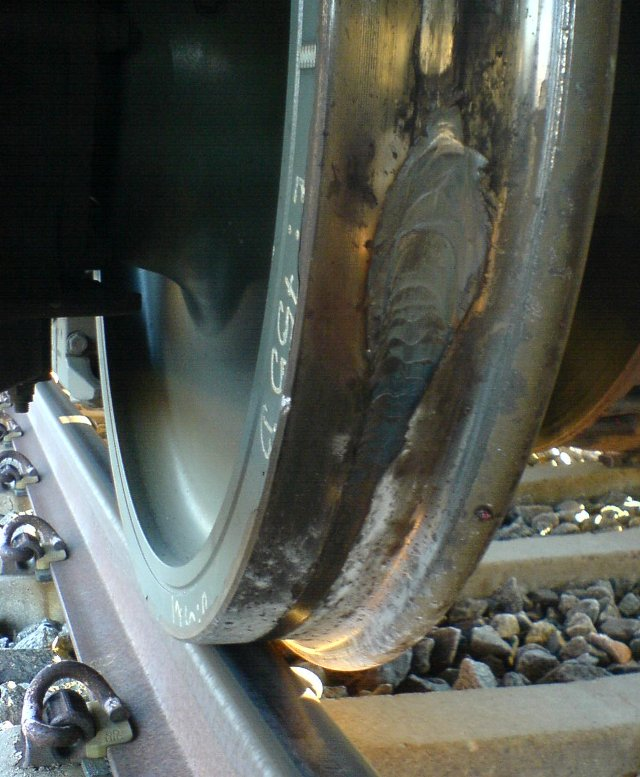
Tåghjul med hjulplatta på spår

Hjulplatta uppstår då hjul som låser sig slipas mot rälsen så att delar av hjulet blir platt. Följden av detta kan innebära att det blir ett visst oväsen när hjulet sedan rullar på rälsen.
Detta kan i sin tur slita på spåret så att rälsbrott och skador på lager uppstår.